# Changsin-dong
Changsin-dong (koreanska: 창신동) är en stadsdel i stadsdistriktet Jongno-gu i Sydkoreas huvudstad Seoul. 

## Indelning
Administrativt är Changsin-dong indelat i:
| Namn    | Namn                 | Yta km² | Invånare 31 dec 2020 |
| ------- | -------------------- | ------- | -------------------- |
| 창신1동 | Changsin 1(il)-dong  | 0,31    | 5 964                |
| 창신2동 | Changsin 2(i)-dong   | 0,26    | 9 503                |
| 창신3동 | Changsin 3(sam)-dong | 0,23    | 7 107                |